# HD 23958
HD 23958，又名CD-36 1453，SAO 194537、HR 1186，是一颗恒星，视星等为6.21，位于銀經237.74，銀緯-51.73，其B1900.0坐标为赤經3h 44m 3.8s，赤緯-36° -51.73′ 49″。